# NGC 6577
NGC 6577 (другие обозначения — UGC 11148, MCG 4-43-9, ZWG 142.17, NPM1G +21.0543, PGC 61543) — эллиптическая галактика (E) в созвездии Геркулес.
Этот объект входит в число перечисленных в оригинальной редакции «Нового общего каталога».